# Symphyogyna brasiliensis
Symphyogyna brasiliensis là một loài rêu trong họ Pallaviciniaceae. Loài này được Nees mô tả khoa học đầu tiên năm 1836.